# Podlesnoïta
La podlesnoïta és un mineral de la classe dels carbonats. Rep el seu nom en honor d'Aleksandr Semenovitx Podlesnyi (1948-), mineralogista aficionat i col·leccionista rus.

## Característiques
La podlesnoïta és un carbonat de fórmula química Ca₂Ba(CO₃)₂F₂. Cristal·litza en el sistema ortoròmbic. La seva duresa a l'escala de Mohs és de 3,5 a 4.
Segons la classificació de Nickel-Strunz, la podlesnoïta pertany a «05.BC - Carbonats amb anions addicionals, sense H₂O, amb cations alcalinoterris» juntament amb la brenkita i la rouvil·leïta.

## Formació i jaciments
La podlesnoïta va ser descoberta a la mina d'apatita Kirovskii, al mont Kukisvumtxorr situat al massís de Khibini (Península de Kola, óblast de Múrmansk, Rússia). Es tracta de l'únic indret on ha estat trobada aquesta espècie mineral.